# Chodovský buk
Chodovský buk je památný strom – rozložitý buk lesní (Fagus sylvatica) s bohatě zavětvenou korunou, který roste v obci Chodov u Bečova v okrese Karlovy Vary v Karlovarském kraji, vlevo od silnice směrem na Měchov u prodejny proti bývalé škole. Strom má nízký kmen s výraznými kořenovými náběhy, ve výšce 2,5 m rozdvojuje do dvou silných, dutých, pokroucených kosterních větví. Jejich dalším mnohočetným větvením vznikla hustá, rozložitá koruna.
Strom má měřený obvod 464 cm, výšku 15 m (měření 2010).
Za památný byl vyhlášen v roce 1986 jako estetiky zajímavý strom, významný stářím a vzrůstem.

## Stromy v okolí
- Buky nad Bečovem
- Lípy u fary v Bečově
- Dub u hudební školy
- Lípa v Odolenovicích
- Lípy u kostela v Přílezech